# École régionale des beaux-arts de Rennes
Pour les articles homonymes, voir École des beaux-arts.
Ne doit pas être confondu avec École européenne supérieure d'art de Bretagne.
 (juillet 2013).
Si vous disposez d'ouvrages ou d'articles de référence ou si vous connaissez des sites web de qualité traitant du thème abordé ici, merci de compléter l'article en donnant les références utiles à sa vérifiabilité et en les liant à la section « Notes et références ».
L’École régionale des beaux-arts de Rennes (ERBA) est un établissement supérieur d'enseignement artistique français dont l'origine remonte à la fin du XVIIIe siècle. À partir des années 1950, l'école s'est structurée comme établissement supérieur, le seul au niveau régional à offrir une formation longue de cinq ans dans les trois options art, communication et design.
Depuis 2011, l'ancienne ERBA est devenue l'une des composantes de l'École européenne supérieure d'art de Bretagne qui regroupe les anciennes écoles supérieures d'art de Rennes, Brest, Lorient et Quimper. 

## Historique

### Création et développement
Créée en 1795, l'école de dessin est abritée dans une caserne près du musée des Beaux-Arts de Rennes. En 1818, l'école est citée dans l’Annuaire de Rennes, indiquant que l'on y dispense des cours de dessin, peinture et sculpture. Les cours ont été pendant longtemps donnés le soir et le dimanche à des amateurs et à des artisans et ouvriers désireux de se perfectionner et d'apprendre également le dessin industriel. Cette école devient rapidement l'école municipale de peinture, de sculpture et de dessin.
Le 10 août 1881, le ministère de l'Instruction publique signe une convention avec l'école des beaux-arts et Edgar Le Bastard, maire de la ville de Rennes. L'école prend alors le nom de d'école régionale des beaux-arts de Rennes. L'État prend en charge les frais de fonctionnement, approuve les programmes d'études et contrôle les enseignants par des inspections régulières.
L'école est logée à la halle aux toiles. Ces deux écoles, les beaux-arts et l'école d'architecture, installées dans les combles du Palais du commerce comme le rappelle Jean Janvier ancien maire de Rennes, sont transférées dans l'aile ouest de l'hôtel des Postes et prennent leurs quartiers en 1911 dans l'ancien couvent des sœurs de la Visitation de Sainte-Marie de Rennes.
La rue Hoche est percée en 1890 sur un terrain appartenant aux religieuses, à la suite de longues négociations avec la supérieure de la communauté. En 1908, cette congrégation religieuse est dissoute et la Ville de Rennes rachète les immeubles de la communauté. La chapelle et les bâtiments du sud reçoivent le conservatoire de musique et de déclamation. L'école régionale des beaux-arts et d'architecture reçoit les bâtiments au nord de la chapelle.
L'ancienne chapelle des sœurs, accolée à la grande chapelle est aménagée pour y dispenser les cours sur l'histoire de l'art. Les cours du soir sont donnés dans les salles du rez-de-chaussée ; les cloîtres sont décorés de moulages d'antiques et de classiques, tandis que la cour dite cour du Pommier, plantée d'arbustes, accueille en dépôt les vestiges archéologique de la ville.
Dans les anciennes cellules des sœurs, au premier étage, sont aménagés les ateliers de modelage et de peinture, où sont déposés les modèles en plâtre. Au-dessus de l'ancienne chapelle des sœurs est installé le grand amphithéâtre de dessin. La bibliothèque est logée à côté de l'amphithéâtre.
À cette époque, les cours des jeunes filles, situés au second étage du pavillon jouxtant le cloître, sont séparés des cours des garçons par des entrées distinctes. L'école d'architecture prend possession du second étage.
Dans le jardin est construit un nouveau bâtiment servant à l'atelier de sculpture pratique.

### Déménagements
En 1928, l'école déménage dans les nouveaux locaux, construits dans le jardin fruitier, derrière le musée.
Le 20 juin 1940, les Allemands occupent Rennes durant la Seconde Guerre mondiale. L'école déménage pour s'installer au musée des Beaux-Arts de Rennes puis réintègre la rue Hoche à la fin de l'année 1944. De gros travaux de réparations sont entrepris pour réhabiliter les locaux ayant souffert des dégradations dues à l'occupation allemande et à sa transformation en services hospitaliers après la guerre et en habitations. Les toitures sont refaites et l'aile sud est déterrée avec l'aménagement des anciennes caves en ateliers des cours professionnels d'enseignement pratique de sculpture et de peinture. En 1955, un atelier de peinture, parallèle à l'atelier de sculpture, est réalisé dans le jardin.

### Fusion
Le 27 décembre 2010, l'École européenne supérieure d'art de Bretagne (EESAB) (établissement public de coopération culturelle) réunit dans un seul établissement public de coopération culturelle les quatre écoles des beaux-arts de la région implantées dans les villes de Brest, Lorient, Quimper et Rennes.
L'EESAB s'inscrit dans le cadre de l'espace européen de l'enseignement supérieur et de l'organisation dite licence-master-doctorat (LMD). Elle dispense des enseignements qui mènent à trois diplômes : le diplôme national d'arts et techniques (DNAT), le diplôme national d'arts plastiques (DNAP) et le diplôme national supérieur d'expression plastique (DNSEP) homologué au grade de master.
À l'EESAB, les étudiants reçoivent une formation menée par une équipe de professeurs engagés dans le monde de l'art et du design. Il s'agit d'un enseignement développant un sens fort de l'autonomie et du jugement dans les domaines de la création contemporaine en lien avec les grands enjeux de la société.
Le regroupement en une seule école favorise la réflexion sur les formations artistiques en Bretagne, le développement d'axes de recherche, la coopération internationale, la formation professionnelle et le suivi de l'insertion et enfin les partenariats.

## Liste des directeurs
- Charles Joseph Lenoir, du 1er juillet 1881 à 1899.
- Félix Lafond, de 1899 à 1917.
- Jules Ronsin, de 1917 à 1935.
- Pierre Galle, de 1935 à 1948
- Georges-Robert Lefort (1875-1954), directeur de l'école d'architecture de 1935 à 1947.
- Théophile Lemonnier, en 1948.
- Jacques Durand-Henriot, de 1971 à 1988.
- Jacques Sauvageot, de 1989 à 2009.
- Philippe Hardy[N 5], de 2009 à 2015.
- Odile Le Borgne, depuis 2015.

## Enseignants
- Pierre Alary (1924-1975).
- Pierre Antonuicci (1943), professeur de peinture, de 1974 à 1985.
- Carle Bahon (1873-1944), professeur d'histoire de l'art, de 1932 à 1944[2].
- Claude Bessou (1925-2001), professeur d'arts graphiques et de scénographie de 1948 à 1986.
- Albert Bourget professeur de sculpture, actif en 1931 et en 1942.
- Georges Chesneau, professeur de sculpture, en 1940.
- Jean Collet, professeur de peinture et de dessin, de 1918 à 1953.
- Marius Gabriel Coquelin (1851-1927), professeur de sculpture sur pierre, depuis le 1er octobre 1886 et sur bois depuis 1891. Il remplace Charles Joseph Lenoir au modelage en 1898-1899. Enseigne jusqu'en 1907.
- Raymond Cornon (1908-1982), architecte, enseigne la perspective de 1940 à 1945.
- Catherine de Smet, professeur en option communication.
- Reynald Drouhin, professeur de pratiques numériques, depuis 2000[3].
- Jacques Durand-Henriot, de 1952 à 1971.
- Julie C. Fortier, depuis 2019, laboratoire Art et Olfaction
- Camille Godet, professeur de dessin industriel aux cours du soir, de 1913 à 1914 et de 1919 à 1936, où il devient professeur de dessin d'ornement et composition décorative jusqu'en 1948.
- Marcel Guillet (1894-1985), professeur en architecture, de 1940 à 1945.
- Félix Lafond, professeur de dessin d'art décoratif, de 1913 à 1915.
- Xavier de Langlais (1906-1975), de 1948 à 1975.
- Jean-Pierre Le Bozec, professeur de dessin et de peinture, de 1973 à 2002.
- Georges-Robert Lefort (1875-1954), professeur d'architecture de 1923 à 1934, puis directeur de 1935 à 1947.
- Théophile Lemonnier (1901-1986), professeur d'anatomie, pendant la Seconde Guerre mondiale.
- Jean-Julien Lemordant (1879-1968), architecte et peintre.
- Charles Joseph Lenoir, professeur de sculpture et de modelage.
- Natacha Lesueur, professeur de photographie[4].
- Jeanne Malivel (1895-1926), professeur de gravure, de 1923 à 1926.
- Mathurin Méheut, entre 1940 et 1944.
- Jacques Motheau, professeur de décoration intérieure et art du meuble, entre 1940 et 1945.
- André Mussat,histoire de l'art en 1948.
- Charles Nitch, professeur de dessin industriel.
- René Nogret,
- Francis Pellerin, professeur de sculpture, de 1948 à 1978.
- François Perrodin, professeur de pratiques picturales[5].
- Jules Ronsin chargé des cours de dessin et d'anatomie, en 1935[6].
- Frédéric Teschner, professeur de design graphique.

## Élèves notables
- Joseph Archepel (1925), vitrailliste, de 1940 à 1944.
- Émile Armel-Beaufils (1882-1952), sculpteur, vers 1890.
- Frédéric Back (1924-2013), cinéaste, de 1940 à 1944.
- Bertille de Baudinière, peintre
- André Beauce (1911-1974), peintre, vers 1928.
- Jean-Charles Blais, de 1974 à 1979.
- Étienne Blandin (1903-1991), peintre de la Marine, de 1921 à 1924.
- Victor Boner (1871-1951), vers 1894.
- Jean Boucher, sculpteur, élève de Charles Joseph Lenoir vers 1886[N 6].
- Albert Bourget, sculpteur, vers 1900.
- Louise Bourgoin, comédienne.
- Léon Carré (1882-1958), vers 1896.
- FX Combes, plasticien et photographe.
- Geoffroy Dauvergne (1922-1977), peintre et sculpteur, de 1940 à 1944[7].
- Bruno Edan, entre 1974 et 1979.
- Emmanuel Fougerat (1869-1958), fondateur et directeur de l'École supérieure des beaux-arts de Nantes, vers 1890.
- Christian Frain de la Gaulayrie, peintre, de 1935 à 1938.
- Jean Galle (1884-1963), sculpteur, en 1901.
- Pierre Galle (1883-1960), peintre, en 1901.
- Louis Garin, cours du soir vers 1920.
- Auguste-Jean Gaudin, élève de Pierre Galle de 1931 à 1932.
- Pierre Gilles (1913-1993), cours du soir de dessin en 1932.
- Hervé Gloaguen (1937), photographe, de 1957 à 1958.
- Camille Godet, de 1893 à 1898.
- Ernest Guérin (1887-1952), vers 1907.
- Roland Guillaumel, sculpteur, de 1940 à 1944.
- Claude Guillemot, peintre, de 1956 à 1958.
- Francis Guinard (1828-1931).
- Raymond Hains, en 1945.
- Henri Huet, photographe, de 1940 à 1944.
- Gaston Jobbé-Duval (1856-1929), vers 1874.
- Jules-Charles Le Bozec, vers 1919.
- Loïc Le Groumellec, de 1975 à 1980.
- Jean-Julien Lemordant, avant 1900.
- Pierre Lenoir (1879-1953), sculpteur.
- Roger Marage (1922-2012), de 1940 à 1944.
- Jean-Marie Martin, de 1940 à 1944.
- André-Aleth Masson.
- François Méheut, sculpteur et peintre, de 1898 à 1900.
- Mathurin Méheut (1882-1958), de 1897 à 1901.
- André Mériel-Bussy (1902-1984), en 1923.
- Louis-Henri Nicot, sculpteur, vers 1895.
- Georges Nitsch (1866-1942), architecte et photographe.
- Isidore Odorico (1893-1945), mosaïste, de 1908 à 1913.
- Mariano Otero (né en 1942), de 1957 à 1962.
- Alice Pasco (1926-2013), vers 1940.
- Francis Pellerin, sculpteur, de 1928 à 1934.
- Francis Renaud, sculpteur, de 1903 à 1905.
- Louis Roger (1874-1953), élève de Félix Lafond.
- Louis Roger (1928-2018), élève de 1945 à 1946.
- Émile Simon, vers 1908.
- Jean Vercel, peintre et photographe, dès 1946.
- Jacques Villeglé, en 1945.